# Humberto Martínez Salcedo
Humberto Martínez Salcedo (Bucaramanga, 8 de febrero de 1932-Iza, Boyacá; 19 de enero de 1986) fue un actor, periodista, humorista y director de cine colombiano.

## Biografía
Humberto Martínez Salcedo nació en Bucaramanga, ciudad desde la cual se trasladó a Bogotá donde se graduó en el Colegio Mayor de San Bartolomé y posteriormente estudió derecho en la Universidad Nacional de Colombia.
Trabajó en el Radio Teatro de la Radio Nacional de Colombia y en la emisora HJCK de Bogotá. Fue profesor de radio y teatro en las universidades Javeriana, Jorge Tadeo Lozano y Central. Ejerció como subdirector de Radio Santa Fe y de la Televisora Nacional, además de escribir para el diario El Espectador.
En radio se destacó con su humor irreverente y cargado de críticas mordaces en programas como La cantaleta (1958), El pereque (1962), El duende (1966), La tapa (1967) y El corcho (1973). En televisión fue libretista, director o actor de los programas Telefiesta, Carrusel, El mundo de hoy, Colombia y su folclor, participó como los protagonistas de Don Chinche e integró el elenco de Sábados Felices, donde interpretó el personaje de Salustiano Tapias, un obrero de la construcción con el que se consagraría en la comedia.
En cine protagonizó el largometraje colombiano-venezolano Mamagay (1977), dirigido por Jorge Gaitán Gómez, y fue actor y guionista junto a Mario Mitrotti y Bella Ventura de El candidato (1978). También incursionó en el café concierto con obras como Sexto mandamiento y Prohibido para impotentes. Murió en Iza, Boyacá el 19 de enero de 1986 a causa de una enfermedad que lo aquejó durante sus últimos años.